# سعيا
سعيا قرية سعودية، تتبع مركز سعيا في محافظة الليث بمنطقة مكة المكرمة، تقع في شمال مدينة الليث بمسافة نحو (60) كم.

## التاريخ
سعيا قرية سعودية، تتبع محافظة الليث بمنطقة مكة المكرمة . وقد صدر قرار من صاحب السمو الملكي الأمير خالد الفيصل، مستشار خادم الحرمين الشريفين، أمير منطقة مكة المكرمة في ديسمبر 2015 بناء 54 وحدة سكنية للأسر المحتاجة وذوي الدخل المحدود بقرية سعيا، وذلك في إطار تخفيف الأعباء عن المواطنين ومساعدة المحتاجين منهم.

## وصلات خارجية
- محافظة الليث
- الشواق
- الغالة